# Distrito de Jauja

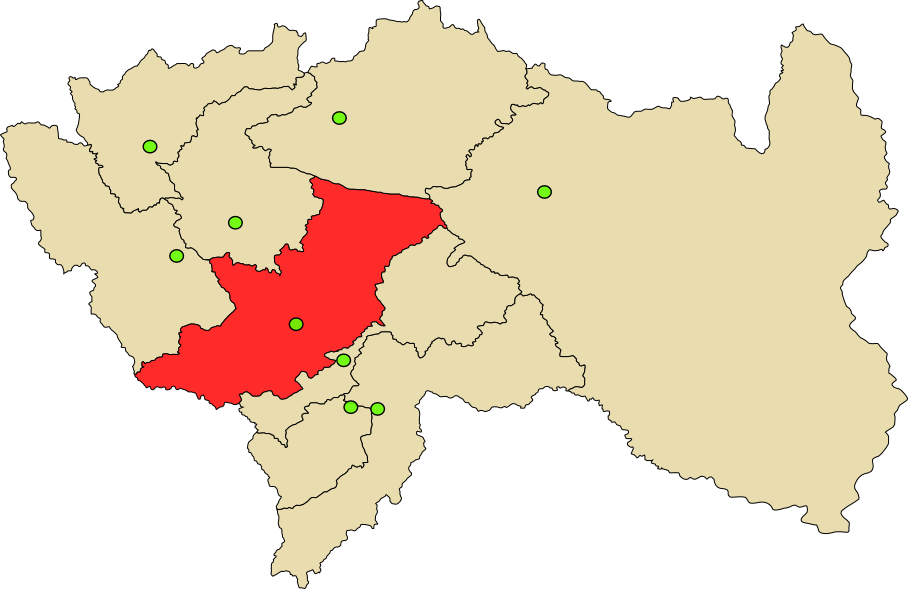
Provincia de Jauja en el Departamento de Junín

El distrito de Jauja es uno de los treinta y cuatro que conforman la provincia de Jauja, ubicada en el departamento de Junín, en la Sierra Central del Perú.
Dentro de la división eclesiástica de la Iglesia Católica del Perú, pertenece a la Vicaría IV de la Arquidiócesis de Huancayo

## Historia
Su creación data de la época de la independencia del Perú y en su territorio se extiende el centro de la ciudad de Jauja que fuera la primera capital del Perú fundada por Francisco Pizarro.

## Geografía
Tiene una extensión de 10,10 km² y una población aproximada de 17 000 habitantes.

## División administrativa

### Centros poblados
- Rurales

## Autoridades

### Municipales
- 2015 - 2018[2]
  - Alcalde: Iván Torres Acevedo, Movimiento Juntos por Junín (N).
  - Regidores: Darío Nuñez Sovero (N), Rosa Elizabeth Galarza Núñez (N), Jesús Pedro Romero Rivera (N), Roque Luis Espinoza Soriano (N), Víctor Manuel Landa Álvarez (N), Edwin Fredy Zacarías Torres (N), Miguel Ángel Josnar Orihuela Soto (Junín Sostenible Junto a su Gente), Elvira Yuliza Suazo Isla (Junín Sostenible Junto a su Gente), Juan Miguel García Amaya (Junín Emprendedores Rumbo al 21).

### Policiales
- Comisaría de Jauja
  - Comisario: Cmdte. PNP. Edson Hernán Cerrón Lazo.[3]

### Religiosas
- Arquidiócesis de Huancayo[4]
  - Arzobispo de Huancayo: Mons. Pedro Barreto Jimeno, SJ.
- Parroquia Santa Fe[5]
  - Párroco: Pbro. Percy Castillo Vílchez.

## Educación

### Instituciones educativas
- Berthol Brecht
- Francisco Carle Casset
- Jauja
- Juan Máximo Villar
- Nuestra Señora del Carmen
- Pitágoras
- Ricardo Palma
- Sagrado Corazón de Jesús
- San Agustín
- San Ignacio de Recalde
- San José
- San Juan Eudes
- San Vicente de Paul
- Sigma

## Festividades
- Mayo: Fiesta de las cruces
- Julio: Santiago
- Octubre: Virgen del Rosario